# Cylindrotoma hypopygialis
Cylindrotoma hypopygialis är en tvåvingeart som beskrevs av Alexander 1938. Cylindrotoma hypopygialis ingår i släktet Cylindrotoma och familjen mellanharkrankar. Inga underarter finns listade i Catalogue of Life.